# Eastbourne International 2024 - Qualificazioni singolare femminile
Le qualificazioni del singolare femminile del Eastbourne International 2024 sono state un torneo di tennis preliminare per accedere alla fase finale della manifestazione disputate il 22 e 23 giugno 2024. Le vincitrici dell'ultimo turno sono entrate di diritto nel tabellone principale. In caso di ritiro di una o più giocatrici aventi diritto, a queste sono subentrate le Lucky loser, ossia le giocatrici che hanno perso nell'ultimo turno ma che avevano una classifica più alta rispetto alle altre partecipanti che avevano comunque perso nel turno finale.

## Teste di serie
1. Magda Linette (qualificata)
2. Sofia Kenin (ultimo turno, lucky loser)
3. Anhelina Kalinina (qualificata)
4. Ana Bogdan (primo turno)
5. Wang Xiyu (primo turno)
6. Magdalena Fręch (primo turno)

1. Zhu Lin (ritirata)
2. Caroline Dolehide (primo turno)
3. Cristina Bucșa (primo turno)
4. Clara Tauson (primo turno)
5. Ashlyn Krueger (qualificata)
6. Laura Siegemund (primo turno)

## Qualificate
1. Magda Linette
2. Viktorija Golubic
3. Anhelina Kalinina

1. Ashlyn Krueger
2. Elina Avanesjan
3. Greet Minnen

### Lucky loser
1. Petra Martić

1. Sofia Kenin

## Tabellone

### Legenda
| - Q = Qualificato - WC = Wild card - LL = Lucky loser | - ALT = Alternate - SE = Special Exempt - PR = Protected Ranking | - w/o = Walkover - r = Ritirato - d = Squalificato |

### Sezione 1
|  | Primo turno | Primo turno    | Primo turno    | Primo turno | Primo turno |  |  | Ultimo turno | Ultimo turno  | Ultimo turno | Ultimo turno | Ultimo turno |  |
|  |             |                |                |             |             |  |  |              |               |              |              |              |  |
|  | 1           | Magda Linette  | Magda Linette  | 6           | 6           |  |  |              |               |              |              |              |  |
|  |             | Wang Yafan     | Wang Yafan     | 3           | 3           |  |  | 1            | Magda Linette | 6            | 4            | 6            |  |
|  | WC          | Ranah Stoiber  | Ranah Stoiber  | 6           | 7           |  |  | WC           | Ranah Stoiber | 3            | 6            | 2            |  |
|  | 9           | Cristina Bucșa | Cristina Bucșa | 2           | 5           |  |  |              |               |              |              |              |  |

### Sezione 2
|  | Primo turno | Primo turno       | Primo turno       | Primo turno | Primo turno |  |  | Ultimo turno | Ultimo turno      | Ultimo turno      | Ultimo turno | Ultimo turno |  |
|  |             |                   |                   |             |             |  |  |              |                   |                   |              |              |  |
|  | 2           | Sofia Kenin       | Sofia Kenin       | 6           | 6           |  |  |              |                   |                   |              |              |  |
|  |             | Daria Saville     | Daria Saville     | 4           | 2           |  |  | 2            | Sofia Kenin       | Sofia Kenin       | 1            | 0            |  |
|  |             | Viktorija Golubic | Viktorija Golubic | 6           | 7           |  |  |              | Viktorija Golubic | Viktorija Golubic | 6            | 6            |  |
|  | 8           | Caroline Dolehide | Caroline Dolehide | 1           | 5           |  |  |              |                   |                   |              |              |  |

### Sezione 3
|  | Primo turno | Primo turno       | Primo turno       | Primo turno | Primo turno |  |  | Ultimo turno | Ultimo turno      | Ultimo turno      | Ultimo turno | Ultimo turno |  |
|  |             |                   |                   |             |             |  |  |              |                   |                   |              |              |  |
|  | 3           | Anhelina Kalinina | Anhelina Kalinina | 6           | 6           |  |  |              |                   |                   |              |              |  |
|  | WC          | Sarah Beth Grey   | Sarah Beth Grey   | 1           | 3           |  |  | 3            | Anhelina Kalinina | Anhelina Kalinina | 7            | 6            |  |
|  |             | Lauren Davis      | Lauren Davis      | 6           | 6           |  |  |              | Lauren Davis      | Lauren Davis      | 62           | 4            |  |
|  | 12          | Laura Siegemund   | Laura Siegemund   | 4           | 4           |  |  |              |                   |                   |              |              |  |

### Sezione 4
|  | Primo turno | Primo turno    | Primo turno    | Primo turno | Primo turno |  |  | Ultimo turno | Ultimo turno   | Ultimo turno   | Ultimo turno | Ultimo turno |  |
|  |             |                |                |             |             |  |  |              |                |                |              |              |  |
|  | 4           | Ana Bogdan     | 4              | 6           | 2           |  |  |              |                |                |              |              |  |
|  | WC          | Ella McDonald  | 6              | 4           | 6           |  |  | WC           | Ella McDonald  | Ella McDonald  | 4            | 0            |  |
|  | WC          | Eden Silva     | Eden Silva     | 3           | 5           |  |  | 11           | Ashlyn Krueger | Ashlyn Krueger | 6            | 6            |  |
|  | 11          | Ashlyn Krueger | Ashlyn Krueger | 6           | 7           |  |  |              |                |                |              |              |  |

### Sezione 5
|  | Primo turno | Primo turno     | Primo turno     | Primo turno | Primo turno |  |  | Ultimo turno | Ultimo turno    | Ultimo turno    | Ultimo turno | Ultimo turno |  |
|  |             |                 |                 |             |             |  |  |              |                 |                 |              |              |  |
|  | 5           | Wang Xiyu       | Wang Xiyu       | 6           | 2           |  |  |              |                 |                 |              |              |  |
|  |             | Petra Martić    | Petra Martić    | 7           | 6           |  |  |              | Petra Martić    | Petra Martić    | 3            | 4            |  |
|  |             | Elina Avanesjan | Elina Avanesjan | 7           | 6           |  |  |              | Elina Avanesjan | Elina Avanesjan | 6            | 6            |  |
|  | 10          | Clara Tauson    | Clara Tauson    | 61          | 2           |  |  |              |                 |                 |              |              |  |

### Sezione 6
|  | Primo turno | Primo turno     | Primo turno     | Primo turno | Primo turno |  |  | Ultimo turno | Ultimo turno  | Ultimo turno  | Ultimo turno  | Ultimo turno |  |
|  |             |                 |                 |             |             |  |  |              |               |               |               |              |  |
|  | 6           | Magdalena Fręch | 6               | 4           | 5           |  |  |              |               |               |               |              |  |
|  |             | Camila Osorio   | 2               | 6           | 7           |  |  |              | Camila Osorio | Camila Osorio | Camila Osorio |              |  |
|  |             | Moyuka Uchijima | Moyuka Uchijima | 5           | 3           |  |  | Alt          | Greet Minnen  | Greet Minnen  | Greet Minnen  | w/o          |  |
|  | Alt         | Greet Minnen    | Greet Minnen    | 7           | 6           |  |  |              |               |               |               |              |  |